# Kraljevica
Kraljevica és una ciutat de Croàcia que es troba al comtat de Primorje - Gorski Kotar.

## Demografia
Al cens del 2011 hi havia 4.618 habitants, distribuïts en les localitats següents:
- Bakarac - 313
- Kraljevica - 2 857
- Križišće - 85
- Mali Dol - 180
- Šmrika - 988
- Veli Dol - 195